# 藤枝市立青島北中学校
藤枝市立青島北中学校（ふじえだしりつ あおじまきたちゅうがっこう）は、静岡県藤枝市南駿河台一丁目にある公立中学校。
中学校が立地する駿河台には、病院や小学校などがある。
地元の人からは『北中』または、『青北（あおきた）』とよばれている。グラウンドが校舎の北側にあるという、珍しい学校である。

## 概要
合唱活動や挨拶運動などを合唱推進委員会や生活専門委員会、生徒会推進のもと通年実施している。

## 学区
藤枝市志太（一丁目〜五丁目）、瀬古(一丁目〜三丁目)、南新屋、新南新屋、南駿河台（一丁目〜六丁目）、駿河台（一丁目〜五丁目）、水上の一部（光が丘）

## 生徒目標
自求成遂（じきゅうせいすい）（自ら求め、成し遂げる）

## 部活動
運動部
- サッカー部
- ソフトテニス部（男・女）
- バスケットボール部（男・女）
- 卓球部（男・女）
- バレー部（女）

文化部
- 吹奏楽部
- 美術部

１組活動部

## 自求館
校内に存在する施設で「柔剣道場」の別名を持つ。主に、学年集会などに使用されている。
俗に言う武道館であり、市内でも公立中学に武道館があるのは珍しい。
部活動では剣道部が使用していたが、廃部になった。
現在は卓球部が部活で使用している。

## 行事
- スポーツフェスティバル(SF)…体育大会のことであり、毎年9月に行われている。校内では「スポフェ」と略される。
- コーラスフェスティバル(CF)…校内合唱コンクールのことであり、毎年10月に行われている。略称「コラフェ」。

## 専門委員会
- 生徒会(学校行事の推進など)

　※1年生から総務2名
- 学級委員(クラス行事・学年行事の推進など)
- 合唱推進委員会(会員の合唱意欲の向上推進、合唱活動を盛んにするなど)
- 生活専門委員会(会員が規則正しい生活を保てるように、意識を高め、活気ある集団生活を作るための活動を行うなど)
- 広報専門委員会(生徒会及び学校の活動の様子を報道・放送番組の企画運営・行事活動の際の放送設備の準備、片づけなど)
- 保健専門委員会(会員の保健衛生に対する意識向上推進・学級内の健康観察の実施など)
- 給食専門委員会(会員の食生活に対する意識向上推進・給食室における準備、片づけなどの活動をまとめるなど)
- 図書専門委員会(会員の読書に対する意欲向上、教養の向上などを目指す・図書室の管理、運営など)
- 環境福祉専門委員会(会員の環境や福祉に対する関心の向上・助け合い運動や地球環境運動の参加、教室環境の向上など)
- 選挙管理委員会(生徒会長の選挙を正しく行うためにおく。ポスターの掲示管理・呼びかけ期間の管理・選挙公報の発行・立会演説会の開催・開票作業・開票結果の発表など)※通常の専門委員会とは異なる、臨時委員会。

## 進学前小学校
- 藤枝市立青島北小学校
- 藤枝市立青島東小学校の一部（他は藤枝市立青島中学校に進学）